# 特蘇基普韋布洛 (新墨西哥州)
特蘇基普韋布洛（英語：Tesuque Pueblo）是位於美國新墨西哥州聖菲縣的普查規定居民點。

## 人口
根據2020年美國人口普查的數據，特蘇基普韋布洛的面積為5.09平方千米，皆為陸地。當地共有人口301人，而人口密度為每平方千米59.14人。